# 亞利安3號運載火箭
阿丽亚娜3號運載火箭是不可重複使用之運載火箭，和所有的亞利安運載火箭一樣，均由法國國家太空研究中心生產製造。亞利安3號運載火箭和亞利安2號運載火箭幾乎是相同的，但亞利安3號運載火箭有捆綁式的輔助火箭，而且兩者都繼承了亞利安1號運載火箭的技術，也傳承給後來的亞利安4號運載火箭。阿丽亚娜3号运载火箭与阿丽亚娜2号运载火箭基本相同，基于亞利安1號運載火箭的基础上研制，屬於三節组式火箭。

## 技術諸元
亞利安3號運載火箭和亞利安2號運載火箭有著相同的基本設計，與亞利安1號運載火箭相同，不同之處僅有第一節和第二節的推力增強，較長的第三節及較大的酬載艙之體積。此外，亞利安3號運載火箭有兩枚捆綁式固態輔助火箭，使它的酬載能力可達2175公斤到2580公斤。第一節配備四顆四氧化二氮和聯氨25%的常溫液態燃料引擎。第二節和第三節分別配備一顆常溫液態燃料引擎；第二節燃料是四氧化二氮和聯氨25%；第三節燃料是液態氧/煤油。

## 發射記錄
亞利安3號運載火箭首次發射是在1984年8月4日，幾乎比亞利安二號運載火箭早兩年。亞利安3號運載火箭總共發射過11次，只有第五次發射以失敗告終，最後一次發射的日期為1989年7月12日
。亞利安二號運載火箭和亞利安3號運載火箭發射次數不多，是因為任務多樣性更大的亞利安4號運載火箭的出現。

## 註腳
1. ↑  混合75%的偏二甲基和25%聯氨